# 明生力
明生 力（めいせい ちから、1995年7月24日 - ）は、鹿児島県大島郡瀬戸内町出身で、立浪部屋所属の現役大相撲力士。本名は川畑 明生（かわばた めいせい）。身長180.0cm、体重157.0kg、血液型はO型。最高位は西関脇（2021年9月場所 - 11月場所）。好物は白米、鶏飯。嫌いなものはトマト、果物。お気に入りのリラックス方法はガム。趣味はサウナ。同部屋に所属した浪満力は再従弟。

## 来歴

### 大相撲入門前
相撲が盛んな土地で相撲好きの父親の下に生まれた川畑少年は5歳の時、地元の相撲道場に通い始めた。ところが、瀬戸内町立篠川小学校に入学したばかりの1年生の頃に道場は活動停止となり、一旦は相撲を離れることになった。しかしながら、2年生の終わりから隣町の相撲道場（古仁屋相撲クラブ）へ移籍して相撲の稽古を再開すると相撲漬けの日々を送るようになった。家族や周囲の人間の存在を励みに稽古を重ねて3年生の頃には力士を志すようになり、6年次の全日本小学生相撲優勝大会では優勝の実績を持っている。ただし、瀬戸内町立篠川中学校在学中は全国大会出場経験はあってもタイトル獲得などの実績が無かったことでプロでは通用しないかもしれない不安を抱え、高校進学を検討したこともあったが父親に一喝されて大相撲入りの決意を固めた。

### 大相撲入門後
時は大相撲八百長問題などの不祥事に揺れた頃であり、新弟子検査を受けても初土俵を踏むはずの本場所が中止になっている頃であったが、立浪部屋に入門し、2011年5月技量審査場所で初土俵を踏んだ。入門したばかりの頃、不祥事を受けて引退した猛虎浪から学び、本人も十両昇進時に「あの人の口癖は『我慢』でした。稽古も我慢できる人が強くなる。我慢すれば見えてくるものもありました」と振り返っている。同期生には千代大龍、照ノ富士、常幸龍ら高校・大学を卒業した同期生も多い中で前相撲は2連勝の一番出世を決める。その後も三段目初昇格の場所こそ負け越したが、入門から2年足らずで2013年1月場所では早々と幕下昇進を決める順調な出世となった。しかし腰のヘルニアを患い幕下に定着することはできず、1年半ほどは三段目との往復をしばらく続けた。ヘルニアを理由に引退しようとも思っていたが、父からは「そんなもんか。好きにしろ! やめたら家には戻ってくるなよ!」と突き放され、心が折れそうになった時は「気持ちが弱いんだ!」と叱責された。その後健康な肉体を取り戻し、独学で食事法やプロテインの摂取法を学んだ結果として体重を増やすと2014年5月場所に三段目で6勝1敗の大勝ちをしたのを最後に幕下へ定着。
同年11月場所では幕下15枚目以内の番付も経験した。この頃には「10代で関取」を目標として掲げていたが、20歳を迎える2015年7月場所を幕下で負け越し、目標は達成できなかった。それでも親孝行をすることをモチベーションに2016年は3月場所から連続で勝ち越した。同年8月の夏巡業には一門の総帥である貴乃花巡業部長の付け人として帯同し、部屋には1人もいない関取衆とも稽古を積んだ。直後の9月場所は東幕下3枚目の地位で迎え、最後の相撲となる14日目の十両・朝弁慶戦に勝って4勝3敗の勝ち越しを決め、場所後の番付編成会議で翌11月場所の新十両昇進が決定した。新十両昇進会見では、何度か出稽古に行った先である伊勢ヶ濱部屋で、行くたびに日馬富士から声をかけられたことについて語っており、「チャンスは誰にでもある。ただ何回もやって来るものじゃない。次に、いつ来るかも分からない。来たチャンスを自分でつかみなさい」と言われたことが関取昇進につながったという。その新十両の場所は、五分まで持ち直すことはあったものの一度も白星先行とすることはできずに、十両の壁に跳ね返されて5勝10敗の大敗に終わった。
2017年1月場所は1番相撲から2連敗し、3勝3敗で迎えた7番相撲を勝って4勝3敗。3月場所は1番相撲から5連勝で関取復帰を決めるが、残りを2連敗して5勝2敗。返り十両の5月場所は9勝6敗と、その後も勝ち越しと負け越しを繰り返しながら徐々に番付を上げていった。

### 新入幕昇進後
2018年7月場所で新入幕を果たすも6勝9敗の負け越しに終わり、十両へ転落した。11月場所で2度目の入幕を果たし、この場所は13日目に勝ち越しを確定させ、9勝6敗。続く2019年1月場所は千秋楽に勝利して8勝7敗の勝ち越し、自身初の幕内での連続勝ち越しを果たした。3月場所は自己最高位の西前頭11枚目。序盤は2勝4敗と負けが込んだが、そこから6連勝で一気に勝ち越しを決めた。13日目はこの場所2敗と好調だった元大関・琴奨菊を上手出し投げで転がし、7日目から7連勝で9勝目を挙げたが、そこからは実力者の碧山、遠藤になすすべなく連敗し、9勝6敗でこの場所を終えた。またしても自己最高位を更新した夏場所は西前頭7枚目。苦戦も予想された。実際、初日から3連敗するなど序盤は負けが込んだが、2勝4敗で迎えた7日目から5連勝で勝ち越しにリーチをかける。給金相撲の12日目の相手はこの場所関脇に転落し、ここまで9勝を挙げてあと一つ勝てば規定により大関に復帰できる栃ノ心優位と思われたが、低い立ち合いから左を差して一気に走り、寄り切る快勝で自身5場所連続の勝ち越しを決めて「いっぱい稽古をつけて幕内に引き上げてくれたのが栃ノ心関。今日はそれを全部出せた」と満足そうだった。この場所はこれ以降も白星を重ね、10勝5敗と幕内では自身初めての二桁勝利を達成した。7月場所は自己最高位をまたまた更新し、東前頭4枚目と上位とも対戦する番付となったが、初日から6連敗を喫するなど不調で、4勝11敗と跳ね返された。この場所9日目には結びの一番で横綱・鶴竜に挑んだが、左四つに組み止められて敗れた。西前頭10枚目に番付を下げた秋場所は序盤から好調であり、9日目に琴奨菊をすくい投げで破って勝ち越しを決め、優勝争いでもトップに躍り出た。しかし、翌日以降は3連敗を喫するなどやや失速し、千秋楽、この場所殊勲賞を獲得した朝乃山をもろ差しから寄り切って快勝し、10勝目を挙げたが、三賞受賞は見送られた。それでも、この場所の相撲は好角家から高評価を得た。続く11月場所は自己最高位を西前頭2枚目に更新。この場所は初日に大関から陥落した栃ノ心を鮮やかな下手捻りで転がし、2日目も小結の遠藤に勝利。3日目は大関取りの御嶽海に敗れたが、4日目は勝利し、5日目は大関・髙安の突っ張りを必死にしのぎ、最後は腕捻りで転がして自身初の大関戦勝利を挙げた。しかし、翌日の横綱・白鵬戦に敗れるとそこから4連敗するなど負けが込み、結局は13日目に負け越しが決まり、6勝9敗だった。千秋楽の取組後、本人は「悔しいです。今は、それしか出てこないです」と悔しさをあらわにしていた。12月28日の部屋での稽古で左上腕部と肘の筋肉を部分断裂。2020年1月3日の時点では、1月場所の出場に関して「大丈夫。まあ出るつもりでやってます」と断言を避けた。しかし、1月場所は7日目で1勝6敗と怪我の影響で成績不振となり、中日に日本相撲協会に「左上腕二頭筋部分断裂で加療中。本日より1月場所の休場を要する」との診断書を提出して休場した。師匠の立浪は「痛み、炎症がある。本人ができる限りやりたいと言っていた。それを尊重したかったが、昨日の一番でこれ以上は無理と判断した」と説明。7月場所は十両に陥落したが、場所中は左上腕の怪我が癒えている様子が伝えられた。この場所は10勝5敗とし、6人の優勝決定戦を制し自身初の各段優勝を果たした。決定戦初戦で千代ノ皇を破り、巴戦では同じ立浪部屋の豊昇龍、天空海との対決が実現しいずれも勝利した。優勝に際して明生は「場所前から3人で決定戦ができたらと話していた。すごくうれしかった」と笑顔を見せ「体をつくって、また横綱、大関と戦いたい」と意気込んだ。
幕内復帰を果たした9月場所以降は勝ち越しを続けて、2021年3月場所では、東前頭3枚目となり、上位に再進出を果たした。その3月場所では、初日に小結・高安を破るが、5日目までは黒星先行であった。しかし、6日目以降は大関の正代、貴景勝、関脇の隆の勝を破る活躍を見せた。三賞選考委員会で、千秋楽の勝利を条件に敢闘賞の受賞対象となった。千秋楽では剣翔を破り、自身初の三賞となる敢闘賞を受賞。10勝5敗で場所を終えた。翌5月場所では、2日目に大関・朝乃山を破るも、10日目の時点では、4勝6敗と黒星先行であった。しかし、11日目から4連勝し、8勝7敗で場所を終えた。

### 新三役昇進後
2021年7月場所で新三役となる西小結に番付を上げた。立浪部屋からは1994年1月場所の智ノ花以来で、1999年2月に7代立浪（元小結・旭豊）が継承して以降では初めての三役力士誕生となった。入門当初から公の場で師匠の番付を抜くことが目標だと語っていたが、まずは師匠と番付で肩を並べる形になった。新三役昇進に際して行われた記者会見では、「相撲の幅も広がって、トレーニングで力もついてきた」と三役昇進の要因を語るとともに、今後さらに上の番付を目指す意思を示した。
7月場所では、初日に進退をかけて土俵に挑む横綱・白鵬との取り組みが組まれた。熱戦にはなったものの敗れてしまい、序盤は苦しい土俵となった。しかし、10日目に5勝5敗と星を五分に戻し、千秋楽に勝ち越しを決めることができ、新三役での勝ち越しを果たすこととなった。また、この勝ち越しにより、9月場所では新関脇の座を射止めた。8月30日に行われた新関脇会見では「大関への足がかりというか、そういうのを作らないといけない。ここからが大事だと思います」と大関昇進への意欲を見せた。同時に、場所について「2桁を狙っていきたい」と宣言した。
9月場所では、連敗スタートをし、その後も黒星先行の苦しい土俵となり、11日目終了時点で4勝7敗であった。12日目には過去4戦全敗であった横綱・照ノ富士を初めて破る活躍を魅せ、その後は千秋楽まで白星を並べ、8勝7敗で勝ち越した。
2022年1月場所では、場所前に腰を痛め、苦しい土俵となった。2日目に貴景勝、9日目に正代、12日目に照ノ富士を破るなど、横綱大関を総なめする活躍も見せたものの、最終的には5勝10敗と負け越した。
2月9日、協会は明生の新型コロナウイルス感染を発表。
3月場所では、初日勝利するが、その後14連敗を喫し、1勝14敗で場所を終えることとなった。西前頭13枚目まで番付を落とした2022年5月場所では、14日目に勝ち越しを決め、8勝7敗で場所を終えた。
2023年3月場所後、2、3年前から悩まされてきた逆さまつ毛を解消するために右目下を手術。手術に伴い春巡業は休場。「（医者から）このまま放っておくと見えなくなる」と宣告されたため手術に踏み切ったが、目の違和感はなくなり相撲に集中できるようになった。翌場所の2023年5月場所では初日から7連勝し、9日目の照ノ富士戦は寄り切りで自身初の金星獲得と共にこの場所の勝ち越しを確定させた。金星獲得の際には「やっぱり大きいし、力も強いので動こうと思った。金星はあまり実感はないけど、久しぶりに勝ち越したことがうれしい」と静かに喜びをかみしめた。一方、弟弟子の豊昇龍に番付で下回ってばかりの現状には「悔しい気持ちはある。でも人は人、自分は自分。人生は違う。回り道する人もいれば、そのまま行く人もいる。自分は回り道。次の目標は9勝」と語った。この場所は14日目までにただ1人、優勝した横綱照ノ富士に9日目に土をつけ金星を挙げたことを評価され、千秋楽の取組結果を待たず自身初の殊勲賞を獲得。千秋楽の取組は黒星で終わり、終盤6連敗の8勝7敗で取り終えた。千秋楽の取組後「悔しい。もっと星を積み上げたかった」とコメント。7月場所前の6月29日、荒汐部屋の出稽古で場所の三役の阿炎と19番相撲を取る稽古を行い11勝8敗で、好調をアピール。

## 取り口
得意技は左四つ・寄り。新十両昇進時の報道によると、スピードと腰の重さを活かした取り口を磨いていたという。上手からも下手からも投げを打てる面もあるが、抱えたり掬ったりすることは少ない。
2019年9月場所11日目の石浦戦で見せたような腹を出して差しながらの右のおっつけは荒磯（元横綱・稀勢の里）から「基本の相撲ではないが稽古した人間にしか分からない相撲」と評された。
四つ相撲の取り手だがツラ相撲の傾向があり、2019年1月場所などは初日から2連敗、3日目から6連勝、9日目から5連敗、14日目から残りを2連勝と、白星か黒星が必ず連続していた。
立合いでは相手に先に手を付かせてから自分が手を付く。相手が横綱でもそれは変わらず、2019年11月場所6日目の白鵬戦でも白鵬に先に手を付かせた。これに関して18代藤島は「上位とやるときは若い明生が先に仕切って待つのが普通。礼儀として、弁えてもらいたい」と批判した。また、先輩であろうと平気で張り手を行うなど図太い土俵態度をしている。
2023年5月場所中の花田虎上のコラムでは、動きは良いがいなし癖が気になると指摘された。

## エピソード
- 2021年7月27日発売の『女性自身』が有村架純と明生の熱愛を報じたが、直後に有村側は「全くの事実無根であり、法的措置を取る予定」「相撲界の方とは全く面識はなく、連絡を取ったことも、コメントをしたこともございません」と憤慨の意を示していた[33]。
- 2022年3月場所前、明生は1月場所で負け越したこと、2月に新型コロナウイルスに感染したことなどここまでの相撲人生に関する感想として「たぶん順調には行ってないというか、遠回りしながら行くのが、たぶん自分の感じだと思う。それはそれで、いろいろ学べているので、いいかなと思います。1歩ずつ進んでいます」とコメント[34]。
- 2021年1月場所直前に、その前の冬巡業直方場所でのインタビューが公開され、「引退するまで横綱を目指す」と決意している旨が示された[35]。
- 協会公式プロフィールによると、趣味はサウナ、好物は白米[36]。
- 3勝7敗となり向こう給金の危機となった2022年9月場所10日目の取組終了後、父から「何を迷ってんだ。負けたら、負けたでいい。負け方がよくない。迷って相撲を取るから、付いてくるもの（星）もついてこない。負けてもいいから自分を信じなさい。それで負けたら、稽古が足りないだけだよ」で激励を受けた。その激励に応えてか、この場所は8勝7敗と勝ち越した[37]。
- 2023年公開の映画『こんにちは、母さん』で吉永小百合と共演[38]。

## 主な成績
2025年7月場所終了現在

### 通算成績
- 通算成績：505勝476敗7休（85場所）
- 幕内成績：283勝310敗7休（40場所）

### 各段優勝
- 十両優勝：1回（2020年7月場所）

### 三賞・金星
- 殊勲賞：1回（2023年5月場所）
- 敢闘賞：1回（2021年3月場所）
- 金星：2個
  - 照ノ富士：2個（2023年5月場所、2024年3月場所）

### 場所別成績
| | 一月場所 初場所（東京） | 三月場所 春場所（大阪） | 五月場所 夏場所（東京） | 七月場所 名古屋場所（愛知） | 九月場所 秋場所（東京） | 十一月場所 九州場所（福岡） |
| --- | ----------------------- | ----------------------- | ----------------------- | --------------------------- | ----------------------- | --------------------------- |
| 2011年 （平成23年） | x                       | 八百長問題 により中止   | （前相撲）              | 西序ノ口2枚目 4–3           | 東序二段73枚目 5–2      | 東序二段31枚目 5–2          |
| 2012年 （平成24年） | 西三段目96枚目 2–5      | 東序二段31枚目 6–1      | 西三段目67枚目 5–2      | 西三段目35枚目 4–3          | 西三段目20枚目 4–3      | 東三段目10枚目 4–3          |
| 2013年 （平成25年） | 西幕下59枚目 4–3        | 東幕下51枚目 3–4        | 東三段目9枚目 4–3       | 西幕下59枚目 3–4            | 西三段目11枚目 4–3      | 西幕下60枚目 3–4            |
| 2014年 （平成26年） | 東三段目8枚目 4–3       | 西幕下58枚目 3–4        | 東三段目14枚目 6–1      | 東幕下37枚目 6–1            | 東幕下16枚目 4–3        | 西幕下13枚目 3–4            |
| 2015年 （平成27年） | 西幕下18枚目 5–2        | 東幕下11枚目 4–3        | 西幕下8枚目 4–3         | 東幕下7枚目 2–5             | 西幕下19枚目 5–2        | 東幕下9枚目 3–4             |
| 2016年 （平成28年） | 西幕下17枚目 3–4        | 西幕下23枚目 5–2        | 西幕下12枚目 5–2        | 東幕下5枚目 4–3             | 東幕下3枚目 4–3         | 西十両14枚目 5–10           |
| 2017年 （平成29年） | 東幕下6枚目 4–3         | 西幕下3枚目 5–2         | 東十両14枚目 9–6        | 西十両11枚目 9–6            | 西十両8枚目 9–6         | 東十両4枚目 7–8             |
| 2018年 （平成30年） | 西十両4枚目 8–7         | 東十両3枚目 7–8         | 東十両4枚目 10–5        | 西前頭16枚目 6–9            | 東十両2枚目 9–6         | 西前頭15枚目 9–6            |
| 2019年 （平成31年 /令和元年） | 西前頭12枚目 8–7        | 西前頭11枚目 9–6        | 西前頭7枚目 10–5        | 東前頭4枚目 4–11            | 西前頭10枚目 10–5       | 西前頭2枚目 6–9             |
| 2020年 （令和2年） | 東前頭5枚目 1–7–7       | 東前頭17枚目 7–8        | 感染症拡大 により中止   | 東十両筆頭 優勝 10–5        | 東前頭13枚目 9–6        | 西前頭10枚目 9–6            |
| 2021年 （令和3年） | 東前頭7枚目 8–7         | 東前頭3枚目 10–5 敢     | 東前頭2枚目 8–7         | 西小結 8–7                  | 西関脇 8–7              | 西関脇 7–8                  |
| 2022年 （令和4年） | 東小結 5–10             | 西前頭3枚目 1–14        | 西前頭13枚目 8–7        | 西前頭10枚目 9–6            | 西前頭2枚目 8–7         | 東前頭2枚目 9–6             |
| 2023年 （令和5年） | 東小結2 5–10            | 西前頭4枚目 5–10        | 東前頭6枚目 8–7 殊★     | 西前頭3枚目 8–7             | 西前頭筆頭 7–8          | 西前頭2枚目 4–11            |
| 2024年 （令和6年） | 西前頭9枚目 9–6         | 西前頭2枚目 6–9 ★       | 西前頭5枚目 10–5        | 東前頭筆頭 4–11             | 東前頭6枚目 5–10        | 西前頭11枚目 8–7            |
| 2025年 （令和7年） | 西前頭10枚目 6–9        | 西前頭11枚目 9–6        | 東前頭10枚目 9–6        | 西前頭5枚目 3–12            | x                       | x                           |
| 各欄の数字は、「勝ち-負け-休場」を示す。 優勝 引退 休場 十両 幕下 三賞：敢=敢闘賞、殊=殊勲賞、技=技能賞 その他：★=金星 番付階級：幕内 - 十両 - 幕下 - 三段目 - 序二段 - 序ノ口 幕内序列：横綱 - 大関 - 関脇 - 小結 - 前頭（「#数字」は各位内の序列） |                         |                         |                         |                             |                         |                             |

## 合い口
いずれも2025年7月場所終了現在。
（以下は最高位が横綱・大関の現役力士）
- 横綱・大の里には3敗。大の里の大関昇進後は対戦なし。
- 大関・琴櫻には5勝9敗。琴櫻の大関昇進後は3敗。
- 元大関・髙安には4勝5敗。髙安の大関在位中は1勝1敗。
- 元大関・朝乃山には3勝9敗。朝乃山の大関在位中は1勝2敗。
- 元大関・御嶽海には8勝12敗。御嶽海の大関在位中は1勝1敗。
- 元大関・正代には9勝9敗。正代の大関在位中は4勝5敗。
- 元大関・霧島には6勝9敗。霧島の大関在位中は4敗。

（以下は最高位が横綱・大関の引退力士）
- 元横綱・白鵬には2敗。
- 元横綱・鶴竜には1敗。
- 元横綱・照ノ富士には4勝7敗
- 元大関・琴奨菊とは琴奨菊の大関陥落後に対戦して3勝3敗。
- 元大関・豪栄道には不戦勝の1勝のみで、土俵上の対戦は無かった。
- 元大関・栃ノ心には3勝3敗。栃ノ心の大関在位中は対戦は無かった。
- 元大関・貴景勝には7勝9敗（うち不戦勝1）。直近では2024年7月場所で勝利した。

### 幕内対戦成績
| 力士名   | 勝数 | 負数 | 力士名   | 勝数 | 負数 | 力士名   | 勝数 | 負数 | 力士名   | 勝数 | 負数 |
| -------- | ---- | ---- | -------- | ---- | ---- | -------- | ---- | ---- | -------- | ---- | ---- |
| 碧山     | 0    | 7    | 安青錦   | 0    | 2    | 明瀬山   | 1    | 0    | 朝紅龍   | 0    | 1    |
| 朝乃山   | 3    | 9    | 東龍     | 0    | 2    | 熱海富士 | 1    | 3    | 阿炎     | 5    | 9    |
| 荒鷲     | 2    | 0    | 勢       | 3    | 0    | 石浦     | 4    | 0    | 逸ノ城   | 8    | 4    |
| 一山本   | 3    | 1    | 宇良     | 4    | 9    | 遠藤     | 4(1) | 11   | 炎鵬     | 3    | 2    |
| 欧勝馬   | 1    | 3    | 阿武剋   | 1    | 2    | 阿武咲   | 6    | 8    | 王鵬     | 4    | 1    |
| 大の里   | 0    | 3    | 隠岐の海 | 2    | 10   | 魁聖     | 0    | 2    | 輝       | 8    | 1    |
| 嘉陽     | 1    | 1    | 霧島     | 6    | 9    | 金峰山   | 5    | 0    | 豪栄道   | 1(1) | 0    |
| 豪ノ山   | 3    | 2    | 琴恵光   | 5    | 5    | 琴櫻     | 5    | 9    | 琴奨菊   | 3    | 3    |
| 琴勝峰   | 6    | 4    | 琴勇輝   | 1    | 2    | 佐田の海 | 10   | 5    | 獅司     | 3    | 0    |
| 志摩ノ海 | 4    | 1    | 正代     | 9    | 9    | 湘南乃海 | 5    | 2    | 白熊     | 1    | 0    |
| 大奄美   | 1    | 2    | 大栄翔   | 6    | 16   | 大翔鵬   | 2    | 0    | 大翔丸   | 2    | 0    |
| 貴景勝   | 7(1) | 9    | 隆の勝   | 8    | 5    | 髙安     | 4    | 5    | 宝富士   | 7    | 8    |
| 尊富士   | 0    | 3    | 玉正鳳   | 1    | 0    | 玉鷲     | 9    | 8    | 美ノ海   | 1    | 2    |
| 千代翔馬 | 7    | 1    | 千代大龍 | 3    | 4    | 千代の国 | 2    | 1    | 剣翔     | 3    | 1    |
| 照強     | 2    | 3    | 照ノ富士 | 4    | 7    | 東白龍   | 1    | 0    | 時疾風   | 0    | 1    |
| 德勝龍   | 2    | 0    | 栃煌山   | 0    | 1    | 栃ノ心   | 3    | 3    | 翔猿     | 6    | 11   |
| 友風     | 2    | 0    | 錦木     | 9    | 4    | 錦富士   | 1    | 3    | 伯桜鵬   | 2    | 2    |
| 白鵬     | 0    | 2    | 平戸海   | 4    | 3    | 北青鵬   | 1    | 2    | 北勝富士 | 6    | 6    |
| 御嶽海   | 9    | 12   | 翠富士   | 7    | 4    | 妙義龍   | 5    | 3    | 豊山     | 3    | 1    |
| 嘉風     | 1    | 3    | 竜電     | 6    | 5(1) | 狼雅     | 1    | 0    | 若隆景   | 3    | 9    |
| 若元春   | 0    | 9    |          |      |      |          |      |      |          |      |      |

※カッコ内は勝数、負数の中に占める不戦勝、不戦敗の数。太字は2025年7月場所終了現在、現役力士。

## 改名歴
- 明生 力（めいせい ちから）2011年5月技量審査場所 -

## 出演

### TV
- 密着!すもう部屋物語〜第四幕〜（2019年1月10日、BS日テレ）

### 映画
- こんにちは、母さん（2023年9月1日公開、松竹）- 本人 役